# Мекнассі
Мекнассі (араб. المكناسي) — місто в Тунісі. Входить до складу вілаєту Сіді-Бузід. Станом на 2004 рік тут проживало 13 742 особи.